# Mary Spencer
Mary Spencer est une boxeuse canadienne née le 12 décembre 1984.

## Carrière
Sa carrière amateur est principalement marquée par 3 titres de championne du monde en poids welters et poids moyens.

## Palmarès

### Championnats du monde de boxe
- Médaille d'or en -75 kg, en 2010, à Bridgetown, en Barbade
- Médaille d'or en -66 kg, en 2008, à Ningbo, en Chine
- Médaille de bronze en -66 kg, en 2006, à New Delhi, en Inde
- Médaille d'or en -66 kg, en 2005, à Podolsk, en Russie

### Jeux panaméricains
- Médaille d'or en -75 kg en 2011 à Guadalajara, Mexique.

## Référence
1. ↑  (en) Présentation de Mary Spencer sur le site de l'AIBA